# Jake et les Pirates du Pays imaginaire
 (septembre 2019).
Si vous disposez d'ouvrages ou d'articles de référence ou si vous connaissez des sites web de qualité traitant du thème abordé ici, merci de compléter l'article en donnant les références utiles à sa vérifiabilité et en les liant à la section « Notes et références ».
Jake et les Pirates du Pays imaginaire (Jake and the Never Land Pirates) est une série télévisée d'animation américaine en 114 épisodes de 24 minutes (répartis en 217 segments) créée par Bobs Gannaway, produit par Walt Disney Television Animation et diffusée entre le 14 février 2011 et le 18 novembre 2016 sur Disney Junior.
En France, elle est diffusée depuis le 28 mai 2011 sur Disney Junior et rediffusée à partir du 2 janvier 2012 sur M6 dans l'émission Disney Kid Club puis Disney Channel, et au Québec à partir du 5 juin 2011 sur Disney Junior.

## Synopsis
Jake, Izzy et Le Frisé sont de jeunes pirates accompagnés de leur perroquet, Skully. Ils vivent au Pays imaginaire et doivent affronter les manigances du Capitaine Crochet qui tente de voler des trésors répandus presque partout dans le Pays Imaginaire avec l'aide de sa bande de pirates : Sharky et Bones (avec notamment Monsieur Mouche).

## Distribution des voix

### Voix originales
Voix originales[réf. nécessaire]
- Colin Ford : Jake (saison 1)
- Cameron Boyce : Jake (saison 2)
- Madison Pettis : Izzy
- Jonathan Morgan Heit (en) : Cubby
- David Arquette : Skully
- Loren Hoskins : Sharky et Skully (pour le chant)
- Corey Burton : le capitaine Crochet (Hook en VO)
- Jeff Bennett : Monsieur Mouche (M. Smee en VO)
- Ariel Winter : Marina la serveuse
- Dee Bradley Baker : Tick-Tock the Crocodile

### Voix françaises
- Sauvane Delanoë : Jake
- Lisa Caruso : Izzy
- Catherine Desplaces : Le Frisé
- Marc Perez : Skully
- Philippe Catoire : Le Capitaine Crochet
- Patrice Dozier : Monsieur Mouche
- Christophe Lemoine : Sharky
- Adrien Antoine : Bones
- Guillaume Beaujolais : Sharky en chair et en os (clip de fin)
- Thierry Gondet : Bones en chair et en os (clip de fin)
- Hervé Rey : Peter Pan
- Paolo Domingo : Bip Le Génie Pirate
- Barbara Beretta : La Princesse Pirate / La Petite Sœur des pierres qui chantent / La Reine des pierres qui chantent / Le Frisé (chant) / Voix Additionnelles
- Fily Keita : Princesse Winger
- Olivier Podesta : Crabe Royal / Le Grand Frère des pierres qui chantent / Sinker Le Petit Poulpe Jaune
- Audrey Sablé : La Reine Coralie
- Charlyne Pestel : Stormy
- Pierre-François Pistorio : Docteur Engrenage
- Alexandre Nguyen : Finn Le Triton
- Frédéric Souterelle : Capitaine glacier
- Kelly Marot : Wendy
- Donald Reignoux : Louis Le Fils du Crabe Royal
- Xavier Fagnon : Roi Zongo
- Stéphane Ronchewski : Dread Le Mauvais Génie, frigorus
- Laurent Morteau : ville boucaniers
- Michel Vigné : Roi Néptune
- Nathalie Homs : Nounounelle

 Source et légende : version française (VF) sur RS Doublage

## Épisodes
Épisodes[réf. nécessaire]

### Première saison (2011-2012)
Note : L'ordre des épisodes correspond à l'ordre de diffusion en version française sur itunes. Celui en diffusion télévisuelle française peut varier selon les chaînes.
| Saison | Épisode | Première diffusion | DVD France - Épisodes | Titre français                                                               | Résumé |
| ------ | ------- | ------------------ | --------------------- | ---------------------------------------------------------------------------- | ------ |
| 1      | 1       | 14 février 2011    | DVD 1 - Épisode 2 / 7 | La Cachette Secrète / Un coquillage pas comme les autres                     |        |
| 1      | 2       | 15 février 2011    | DVD 1 - Épisode 1 / 7 | La Pêche aux chapeaux / En route pour le volcan                              |        |
| 1      | 3       | 16 février 2011    | DVD 1 - Épisode 4 / 7 | Skateboard à bâbord / Cerceau et Gouvernail                                  |        |
| 1      | 4       | 17 février 2011    |                       | Plats à emporter / Un ballon à la mer !                                      |        |
| 1      | 5       | 18 février 2011    | DVD 1 - Épisode 7 / 7 | Les cerfs-volants / Bucky contre Crochet                                     |        |
| 1      | 6       | 21 février 2011    | DVD 1 - Épisode 6 / 7 | La fête du Capitaine Crochet / Le Boomerang                                  |        |
| 1      | 7       | 22 février 2011    |                       | A la recherche de la citrouille d'or / Le trésor d'Halloween                 |        |
| 1      | 8       | 23 février 2011    | DVD 1 - Épisode 3 / 7 | Le Puzzle de Pirate d'Izzy / Le Jeu du Pays Imaginaire                       |        |
| 1      | 9       | 24 février 2011    |                       | Balade à vélo / Partie de Football                                           |        |
| 1      | 10      | 25 février 2011    | DVD 1 - Épisode 5 / 7 | La Pêche au trésor / Le Poisson du Frisé                                     |        |
| 1      | 11      | 28 février 2011    |                       | Capitaine Crochet fait du surf / Les Hippocampes                             |        |
| 1      | 12      | 7 mars 2011        |                       | L'Œuf doré / Pirateball                                                      |        |
| 1      | 13      | 14 mars 2011       | DVD 4 / Épisode 2 / 5 | La falaise aux papillons / Le Clé des étoiles                                |        |
| 1      | 14      | 21 mars 2011       |                       | La fleur Imaginaire / Jake et l'étoile de mer                                |        |
| 1      | 15      | 28 mars 2011       |                       | Crochet rejoint l'équipe / L' Émeraude noix de coco                          |        |
| 1      | 16      | 4 avril 2011       | DVD 4 / Épisode 3 / 5 | Le Trésor du Crépuscule doré / Quand le croco s'en mêle                      |        |
| 1      | 17      | 9 mai 2011         | DVD 2 - Épisode 2 / 6 | L'Éléphant surprise / Les Bongos magiques                                    |        |
| 1      | 18      | 27 juin 2011       |                       | Chasse au trésor dans le ciel / Aidons le Capitaine Crochet                  |        |
| 1      | 19      | 18 juillet 2011    |                       | Opération corail / Le Faux Coffre au trésor                                  |        |
| 1      | 20      | 29 août 2011       | DVD 2 - Épisode 5 / 6 | La Princesse Pirate / La baguette arc-en-ciel                                |        |
| 1      | 21      | 26 septembre 2011  | DVD 2 - Épisode 4 / 6 | Le Sabre et la Pierre / Une partie de baseball                               |        |
| 1      | 22      | 3 octobre 2011     |                       | C'est l'hiver au Pays Imaginaire / Crochet sur la glace                      |        |
| 1      | 23      | 17 octobre 2011    | DVD 2 - Épisode 3 / 6 | Le Toutou pirate / Le Rock du pirate                                         |        |
| 1      | 24      | 14 novembre 2011   | DVD 5 - Épisode 1 / 5 | Le Perroquet du Capitaine Crochet / L'ile des oiseaux célestes est en danger |        |
| 1      | 25      | 12 décembre 2011   | DVD 2 - Épisode 1 / 6 | Le retour de Peter Pan Partie 1 de 2                                         |        |
| 1      | 26      | 13 février 2012    | DVD 2 - Épisode 1 / 6 | Le retour de Peter Pan Partie 2 de 2                                         |        |

### Deuxième saison (2012-2013)
| # saison | Épisode | Première diffusion | DVD France - Épisode           | Titre français                                                      | Résumé |
| -------- | ------- | ------------------ | ------------------------------ | ------------------------------------------------------------------- | ------ |
| 2        | 1 / 27  | 5 mars 2012        | DVD 2 - Épisode 6 / 6          | La Maman de Crochet / Vive la poussiere de fée !                    |        |
| 2        | 2 / 28  | 12 mars 2012       |                                | L'Ancre en or de Bucky / L'arc-en-ciel imaginaire                   |        |
| 2        | 3 / 29  | 19 mars 2012       | DVD 3 - Épisode 2 / 6          | La flûte de Peter Pan / Le trésor de l'étoile imaginaire            |        |
| 2        | 4 / 30  | 26 mars 2012       | DVD 3 - Épisode 3 / 6          | Les Crochets du Capitaine / Le Caméléon perdu                       |        |
| 2        | 5 / 31  | 2 avril 2012       | DVD 3 - Épisode 4 / 6          | On fait la course ! / Le Capitaine Crochet a disparu !              |        |
| 2        | 6 / 32  | 9 avril 2012       |                                | Une plume au chapeau de Crochet / Jake et la Baleine                |        |
| 2        | 7 / 33  | 16 avril 2012      |                                | Crochet est amoureux / Le Bal des Pirates                           |        |
| 2        | 8 / 34  | 23 avril 2012      | DVD 3 - Épisode 5 / 6          | Les Pirates du désert / La Pyramide des Pirates                     |        |
| 2        | 9 / 35  | 30 avril 2012      | DVD 3 - Épisode 6 / 6          | Le Lagon du Capitaine Crochet / Bucky sous les mers                 |        |
| 2        | 10 / 36 | 7 mai 2012         | DVD 3 - Épisode 1 (part 1) / 6 | Jake à la rescousse de Bucky Partie 1 de 2                          |        |
| 2        | 11 / 37 | 25 juin 2012       | DVD 3 - Épisode 1 (part 2) / 6 | Jake à la rescousse de Bucky Partie 2 de 2                          |        |
| 2        | 12 / 38 | 2 juillet 2012     |                                | Le Chant des sirènes / Le trésor des marées                         |        |
| 2        | 13 / 39 | 3 juillet 2012     |                                | La chasse au Trésor d'Halloween / Le retour de la sorcière des mers |        |
| 2        | 14 / 40 | 4 juillet 2012     |                                | La vallée des insectes monstrueux / La Reine du pays imaginaire     |        |
| 2        | 15 / 41 | 5 juillet 2012     |                                | Crochet en cuisine / Le nouveau coéquipier du Capitaine Flynn       |        |
| 2        | 16 / 42 | 6 juillet 2012     |                                | Crochet et le petit chaton fugeur / Les Pirates montent le camp     |        |
| 2        | 17 / 43 | 6 août 2012        | DVD 5 - Épisode 2 / 5          | Le haricot magique / Le petit Crochet Rouge                         |        |
| 2        | 18 / 44 | 27 août 2012       |                                | Le Trident de Neptune / Le Golf miniature des pirates               |        |
| 2        | 19 / 45 | 3 septembre 2012   |                                | Les Bernard-Boucaniers / Le Frisé et Mimi                           |        |
| 2        | 20 / 46 | 29 octobre 2012    | DVD 5 - Épisode 3 / 5          | Le trésor céleste / L'énigme de l'Ile mystérieuse                   |        |
| 2        | 21 / 47 | 5 novembre 2012    |                                | L'Anniversaire surprise de Jake / Le phare abandonné                |        |
| 2        | 22 / 48 | 12 novembre 2012   |                                | Capitaine Mouche à la barre / Le Capitaine Grenouille               |        |
| 2        | 23 / 49 | 19 novembre 2012   |                                | Les pirates des sables / Le chant du désert                         |        |
| 2        | 24 / 50 | 26 novembre 2012   | DVD 5 - Épisode 4 / 5          | Le super crochet de Crochet / Les menottes                          |        |
| 2        | 25 / 51 | 25 février 2013    | DVD 5 - Épisode 5 / 5          | Mélange de carte / Le copain des glaces                             |        |
| 2        | 26 / 52 | 4 mars 2013        | DVD 4 - Épisode 4 / 5          | Jake et Béatrice Bec d'Epervier / Les bottes qui donnent du courage |        |
| 2        | 27 / 53 | 11 mars 2013       |                                | La reine des sirènes                                                |        |
| 2        | 28 / 54 | 18 mars 2013       |                                | L'attaque du pirate mystérieux / Le grand changement                |        |
| 2        | 29 / 55 | 25 mars 2013       | DVD 4 / Épisode 5 / 5          | Jake le livreur / La course d'hippocampe                            |        |
| 2        | 30 / 56 | 8 avril 2013       |                                | Jake et le bourdon bondissant / Sandy et les palourdes              |        |
| 2        | 31 / 57 | 13 mai 2013        |                                | Les demoiselles pirates / La cascade aux trésors                    |        |
| 2        | 32 / 58 | 17 juin 2013       |                                | Crochet le jardinier / Le totem porte-malheur                       |        |
| 2        | 33 / 59 | 8 juillet 2013     |                                | La fête des arbres Tiki / Capitaine comment ?                       |        |
| 2        | 34 / 60 | 9 septembre 2013   |                                | Le sortilège / La pièce en or porte-bonheur de Bones                |        |
| 2        | 35 / 61 | 23 septembre 2013  |                                | Jake et le Génie Pirate                                             |        |
| 2        | 36 / 62 | 7 octobre 2013     |                                | Le Pays Imaginaire sous la neige / Une drôle d'odeur                |        |
| 2        | 37 / 63 | 11 novembre 2013   | DVD 4 - Épisode 1 (part 1) / 5 | A la rescousse du Pays Imaginaire Partie 1 de 2                     |        |
| 2        | 38 / 64 | 9 décembre 2013    | DVD 4 - Épisode 1 (part 2) / 5 | A la rescousse du Pays Imaginaire Partie 2 de 2                     |        |

### Troisième saison (2014-2015)
| Saison | Episode  | Première diffusion | DVD France - Épisodes          | Titre français                                                            | Résumé |
| ------ | -------- | ------------------ | ------------------------------ | ------------------------------------------------------------------------- | ------ |
| 3      | 1 / 65   | 13 janvier 2014    | DVD 6 - Épisode 2 / 5          | Le trésor du tombeau de la momie / Le mystère du trésor disparu           |        |
| 3      | 2 / 66   | 20 janvier 2014    |                                | Jake l'invisible / Qui est le plus beau des perroquets ?                  |        |
| 3      | 3 / 67   | 27 janvier 2014    |                                | Le Frisé et les crabes / Jake et le sablier du temps                      |        |
| 3      | 4 / 68   | 3 février 2014     | DVD 6 - Épisode 3 / 5          | Les contes du Génie Pirate                                                |        |
| 3      | 5 / 69   | 10 février 2014    |                                | Les pierres qui chantent / La voix de la Reine des Sirènes                |        |
| 3      | 6 / 70   | 17 février 2014    |                                | Atchoum ! / Les Bébés pirates                                             |        |
| 3      | 7 / 71   | 24 février 2014    |                                | Maman Crochet a disparu / Le nouveau passe-temps du Capitaine             |        |
| 3      | 8 / 72   | 3 mars 2014        | DVD 6 - Épisode 4 /5           | Capitaine Fabulos / La brocante des Pirates                               |        |
| 3      | 9 / 73   | 10 mars 2014       |                                | Jake et le Pirate Fantôme / La Reine Izzybelle                            |        |
| 3      | 10 / 74  | 17 mars 2014       |                                | Le Grand concours de cuisine / La vallée des Objets Perdus                |        |
| 3      | 11 / 75  | 24 mars 2014       |                                | Le congrès des Pirates                                                    |        |
| 3      | 12 / 76  | 31 mars 2014       |                                | Crochet attaque la cachette secrète / Tic Tac en Cage                     |        |
| 3      | 13 / 77  | 7 avril 2014       |                                | La chanson mystérieuse / Ton trésor contre mon trésor                     |        |
| 3      | 14 / 78  | 14 avril 2014      | DVD 6 - Épisode 5 / 5          | La sirène endormie / La méga méca épée de Jake                            |        |
| 3      | 15 / 79  | 21 avril 2014      |                                | Le trésor de mes rêves / Le pouvoir des princesses                        |        |
| 3      | 16 / 80  | 28 avril 2014      |                                | Nounou Nell / Izzy et la licorne aquatique                                |        |
| 3      | 17 / 81  | 5 mai 2014         |                                | Jake le loup-garou / Crochet, la sorcière                                 |        |
| 3      | 18 / 82  | 12 mai 2014        |                                | Un trésor pour Bucky / L'incroyable histoire du Frisé                     |        |
| 3      | 19 / 83  | 19 mai 2014        |                                | Capitaine Scrooge                                                         |        |
| 3      | 20 / 84  | 26 mai 2014        |                                | Crochet et la lampe merveilleuse / Dispute Royale                         |        |
| 3      | 21 / 85  | 9 juin 2014        |                                | Capitaine Glacier / La légende de l'homme des neiges                      |        |
| 3      | 22 / 86  | 16 juin 2014       | DVD 6 - Épisode 1 (part 1) / 5 | À la poursuite du livre magique Partie 1 de 2                             |        |
| 3      | 23 / 87  | 30 juin 2014       | DVD 6 - Épisode 1 (part 2) / 5 | À la poursuite du livre magique Partie 2 de 2                             |        |
| 3      | 24 / 88  | 7 juillet 2014     |                                | Le Pogo du Pirate / Le Tournoi de Sournoiseries                           |        |
| 3      | 25 / 89  | 14 juillet 2014    |                                | Jake et le Triton / Le Flipper géant                                      |        |
| 3      | 26 / 90  | 18 juillet 2014    |                                | Les Fantômes Farceurs / L'anniversaire de la momie                        |        |
| 3      | 27 / 91  | 1er août 2014      |                                | Grand-père Bones / La perle de l'Article                                  |        |
| 3      | 28 / 92  | 4 août 2014        |                                | La fabuleuse surprise de Jake / Capitaine Bones et Capitaine Sharky       |        |
| 3      | 29 / 93  | 14 août 2014       |                                | Frigorus / Le trésor des Bidibouches                                      |        |
| 3      | 30 / 94  | 26 septembre 2014  |                                | Le mystère du bal masqué Tiki / La légende de Rat-Spoutine                |        |
| 3      | 31 / 95  | 10 octobre 2014    |                                | À l'aide, Capitaine Buzzard ! / L'attaque des bébés crocodiles            |        |
| 3      | 32 / 96  | 7 novembre 2014    |                                | Les quatre perroquets / Le retour du Crochet tout-en-un                   |        |
| 3      | 33 / 97  | 5 décembre 2014    |                                | La course des épaves / L'attaque des singes pirates                       |        |
| 3      | 34 / 98  | 9 janvier 2015     |                                | Dread, le mauvais génie / La course des dunes !                           |        |
| 3      | 35 / 99  | 16 janvier 2015    | DVD 7 - Épisode 1 / 6          | Capitaine Jake et les pirates: À la conquête de la Mer Imaginaire (1 / 2) |        |
| 3      | 36 / 100 | 20 février 2015    | DVD 7 - Épisode 1 / 6          | Capitaine Jake et les pirates: À la conquête de la Mer Imaginaire (2 / 2) |        |

### Quatrième saison (2015-2016)
1. La cachette secrète (Into the Heart of Coldness) / Un coquillage pas comme les autres (The Remarkable Beardini!)
2. La pêche aux chapeaux / En route pour le volcan
3. Skateboard à bâbord / Cerceau et gouvernail
4. Plats à emporter / Un ballon à la mer !
5. Les cerfs-volants / Bucky contre Crochet
6. La fête du Capitaine Crochet / Le boomerang
7. Le Tiki en or / L'ami qui venait du froid
8. La malédiction du dragon / La chasse aux trésors des capitaines
9. Le mauvais Pharaon / Requin contre requin
10. Capitaine Quichotte / Le Roi des crocodiles
11. La créature du Lagon des pièces en or / La course des minotaures
12. Le Premier Avril des pirates / La cité interdite
13. L'attaque des Piranhas Pirates / Le médaillon de Molta
14. L'apprenti magicien / Le pharaon et la momie
15. Le Club des Affreux Pirates - 1re partie
16. Le Club des Affreux Pirates - 2e partie
17. Crabageddon / La nuit des loups-garous
18. Les contes du Capitaine Buzzard
19. Le retour du Requin Tigre / Les foulards magiques de Peter Pan
20. Crochet et la Pierre de Noirceur

## Liste des moyens-métrages
- Le Retour de Peter Pan (50 minutes)

### Épisodes spéciaux
- Jake à la rescousse de Bucky (2 parties)
- Le Retour de Peter Pan
- À la rescousse du Pays Imaginaire (2 parties)
- À la poursuite du livre magique (2 parties)
- C'est l'hiver au Pays Imaginaire / Crochet sur la glace
- À la recherche de la citrouille d'or / Le Trésor d'Halloween
- L'Histoire du capitaine Scrooge
- Capitaine Jake et les pirates: À la conquête de la Mer Imaginaire (2 parties)